# トヨタ・アリーナ
トヨタアリーナ (Toyota Arena)は、アメリカ合衆国・カリフォルニア州オンタリオにある多目的アリーナである。地元のスポーツイベントやコンサートが開催され、主にバスケットボール、アイスホッケー、アイスショー、ボクシング、卒業式、コンサートなどの屋内試合やイベントで使用される。アリーナのバスケットボールの収容人数は10,832人で、ホッケーの場合は9,736人、最大11,089人の観客を収容できる。225,000平方フィート（20,900 m2）の会場には、2つの豪華なスイート席もある。建設は2007年3月7日に正式に開始され、2008年10月18日にオープンした。南カリフォルニアのインランド・エンパイア地域で最大かつ最も近代的なアリーナある。